# Manuel José da Costa (bispo)
Manuel José da Costa (Banho, Várzea, Lafões, 13 de Dezembro de 1791 – Santa Cruz da Trapa, Lafões, 16 de Julho de 1851) foi um Bispo católico português, tendo sido Bispo de Leiria de 1846 a 1851.

## Presbiterado
D. Manuel José da Costa nasceu na vila do Banho, Freguesia da Várzea, Concelho de Lafões, na Diocese de Viseu, em 13 de Dezembro de 1791. 
Formado em Cânones pela Faculdade de Cânones da Universidade de Coimbra, exerceu desde Janeiro de 1821 as funções de Pároco encomendado na Várzea, Freguesia da sua naturalidade, em substituição do Pároco Francisco de Melo Breyner, Deputado às Cortes Constituintes; depois da morte deste exerceu as mesmas funções como Pároco efectivo até Agosto de 1824. 
Foi depois Pároco colado na Freguesia de Carvalhais, também da Diocese de Viseu. 
Com jurisdição dada pela Santa Sé exerceu o cargo de Vigário-Geral da Diocese de Viseu a partir de 1843. Ali reabriu o Seminário, fechado desde 1834.

## Vida Política
D. Manuel José da Costa foi eleito Deputado às Cortes nas Legislaturas de 1842 e 1846. 

## Episcopado
Nomeado Bispo da Diocese de Leiria pela Coroa, foi confirmado no cargo e título episcopal pela Bula Apostolatus Officium de Gregório XVI, de 16 de Abril de 1846. Tomou posse da Diocese por procuração em 3 de Junho de 1846. Recebeu a sagração a 14 de Junho do mesmo ano, na Igreja dos Inglesinhos, em Lisboa. Fez a sua entrada solene na Diocese a 22 de Julho de 1846.
Em 1850 abriu com grande solenidade o Seminário, que estava encerrado desde 1850. Depois alcançou do Governo a quinta do mesmo Seminário, que andava arrendada por conta do Estado, e os rendimentos das Colegiadas de Ourém e Porto de Mós.
Em 1851 retirou-se, por motivos de saúde, para uma quinta que possuía na Freguesia de Carvalhais, e de lá passou, por conselho dos médicos, à Freguesia de Santa Cruz da Trapa, onde faleceu a 16 de Julho de 1851, com 59 anos de idade e contando 5 anos como Bispo.